# Umbre de vase
Umbra limi
Espèce
Statut de conservation UICN

 LC  : Préoccupation mineure
L'umbre de vase (Umbra limi) est une espèce de petits poissons de la famille des Umbridae. On le retrouve dans l'Est de l'Amérique du Nord.